# Championnat de Pologne de football 1964-1965
Navigation
Édition précédente Édition suivante
La saison 1964-1965 du championnat de Pologne est la trente-septième saison de l'histoire de la compétition. Cette édition a été remportée par le Górnik Zabrze pour la troisième fois consécutive, devant le Szombierki Bytom.

## Les clubs participants
| Club               | Ville     |
| ------------------ | --------- |
| Gornik Zabrze      | Zabrze    |
| Gwardia Varsovie   | Varsovie  |
| Legia Varsovie     | Varsovie  |
| LKS Łódź           | Lódź      |
| Odra Opole         | Opole     |
| Pogoń Szczecin     | Szczecin  |
| Polonia Bytom      | Bytom     |
| Ruch Chorzów       | Chorzów   |
| Sląsk Wrocław      | Wrocław   |
| Stal Rzeszów       | Rzeszów   |
| Szombierki Bytom   | Bytom     |
| Unia Racibórz      | Racibórz  |
| Zagłębie Sosnowiec | Sosnowiec |
| Zawisza Bydgoszcz  | Bydgoszcz |

## Compétition

### Classement
| Rang | Équipe                | Pts | J  | G  | N  | P  | Bp | Bc | Diff |
| ---- | --------------------- | --- | -- | -- | -- | -- | -- | -- | ---- |
| 1    | Górnik Zabrze (T) (C) | 37  | 26 | 15 | 7  | 4  | 61 | 35 | +26  |
| 2    | Szombierki Bytom      | 32  | 26 | 14 | 4  | 8  | 53 | 44 | +9   |
| 3    | Zagłębie Sosnowiec    | 31  | 26 | 14 | 3  | 9  | 57 | 36 | +21  |
| 4    | Legia Varsovie        | 30  | 26 | 12 | 6  | 8  | 56 | 31 | +25  |
| 5    | Polonia Bytom         | 26  | 26 | 11 | 4  | 11 | 48 | 38 | +10  |
| 6    | Gwardia Varsovie      | 26  | 26 | 9  | 8  | 9  | 31 | 30 | +1   |
| 7    | Ruch Chorzów          | 26  | 26 | 9  | 8  | 9  | 41 | 41 | 0    |
| 8    | Zawisza Bydgoszcz (P) | 24  | 26 | 9  | 6  | 11 | 34 | 41 | -7   |
| 9    | ŁKS Łódź              | 24  | 26 | 8  | 8  | 10 | 25 | 32 | -7   |
| 10   | Odra Opole            | 24  | 26 | 8  | 8  | 10 | 26 | 35 | -9   |
| 11   | Śląsk Wrocław (P)     | 24  | 26 | 9  | 6  | 11 | 35 | 46 | -11  |
| 12   | Stal Rzeszów          | 23  | 26 | 5  | 13 | 8  | 30 | 35 | -5   |
| 13   | Pogoń Szczecin        | 23  | 26 | 9  | 5  | 12 | 31 | 41 | -10  |
| 14   | Unia Racibórz         | 14  | 26 | 6  | 2  | 18 | 32 | 75 | -43  |

| Légende | Légende                                                                                      |
| ------- | -------------------------------------------------------------------------------------------- |
|         | Champion de Pologne                                                                          |
|         | Relégation en II Liga                                                                        |
|         | (T) : Tenant du titre 1963-1964 (C) : Vainqueur de la Coupe de Pologne 1964-1965 (P) : Promu |

## Bilan de la saison
| Tableau d'Honneur |               |
| Compétition       | Vainqueur     |
| I Liga            | Górnik Zabrze |
| Coupe de Pologne  | Górnik Zabrze |

| Promotions et relégations |                              |
| Relégués en II Liga       | Pogoń Szczecin Unia Racibórz |
| Promus de II Liga         | Wisła Cracovie GKS Katowice  |

## Meilleurs buteurs
| # | Joueur          | Équipe             | Buts |
| - | --------------- | ------------------ | ---- |
| 1 | Lucjan Brychczy | Legia Varsovie     | 20   |
| 2 | Andrzej Jarosik | Zagłębie Sosnowiec | 16   |
|   | Ernest Pohl     | Górnik Zabrze      | 16   |